# Bożejewice (powiat mogileński)
Bożejewice – wieś w Polsce położona w województwie kujawsko-pomorskim, w powiecie mogileńskim, w gminie Strzelno.

## Podział administracyjny
W latach 1975–1998 miejscowość należała administracyjnie do województwa bydgoskiego.

## Demografia
Według Narodowego Spisu Powszechnego (III 2011 r.) liczyła 474 mieszkańców. Jest drugą co do wielkości miejscowością gminy Strzelno.

## Archeologia
W miejscowości (przy okazji budowy gazociągu tranzytowego "Jamał-Europa") odkryto neolityczne osady tzw. długich domów.